# 榎社
榎社（えのきしゃ、別名：榎寺）は、太宰府天満宮（もとは天原山安楽寺）境内飛地にある神社。菅原道真が、901年（昌泰4年・延喜元年）に大宰府に左遷されてから903年（延喜3年）に逝去するまで謫居した跡で、当時、府の南館であったといわれる。

## 来歴

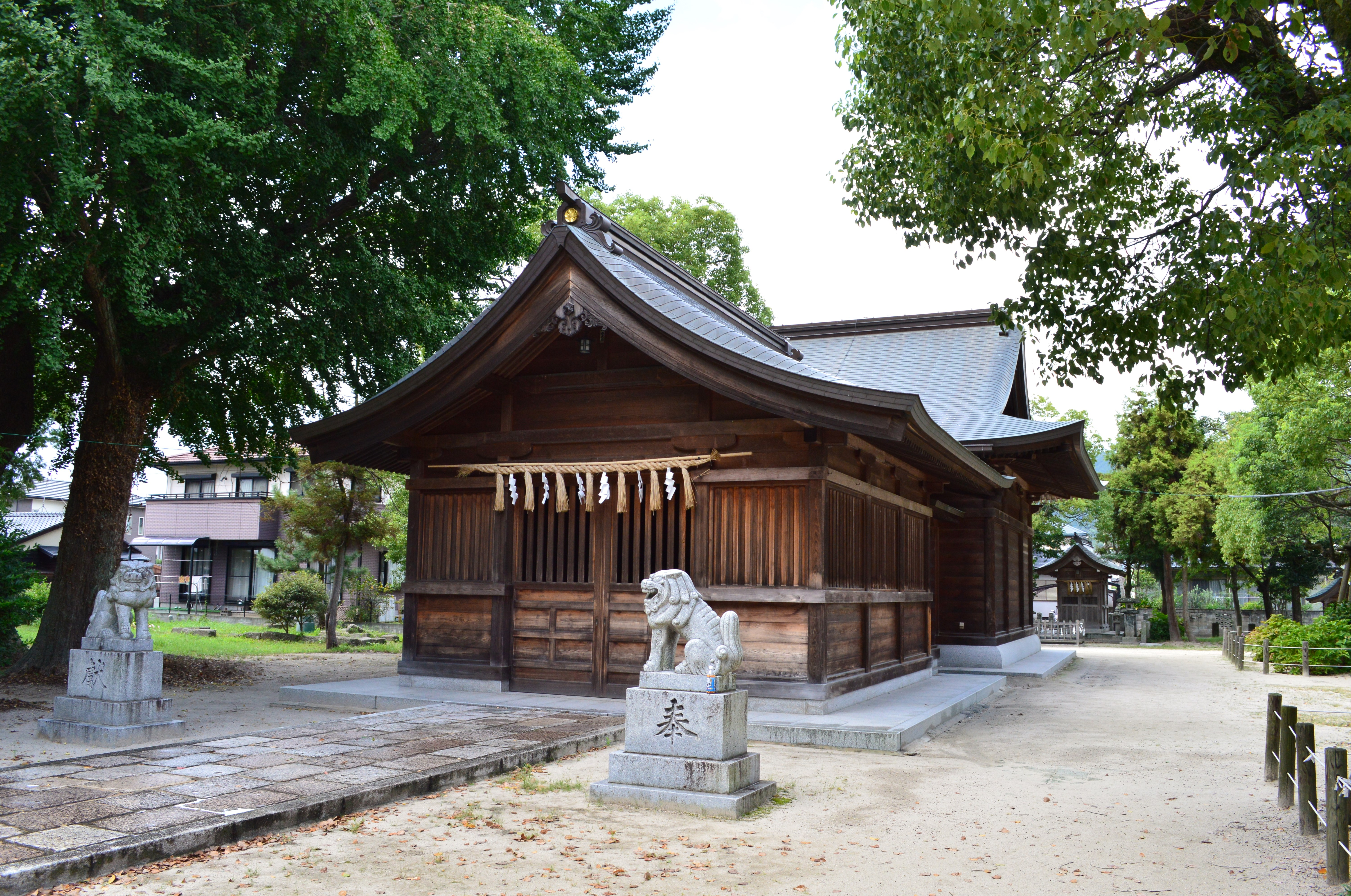
社殿

1023年（治安3年）、大宰大弐・藤原惟憲が道真の霊を弔うために浄妙院を建立したのが始まりで、境内に榎の大樹があったのでいつしか榎寺（えのきでら）と呼ばれるようになった。
榎社は、所在地名は太宰府市朱雀であり、その地名のとおり大宰府政庁跡のちょうど南に位置している。鳥居の近くには西鉄天神大牟田線が走り、南に西鉄二日市駅、北に二日市カトリック幼稚園、筑陽学園中学・高等学校がある。
2016年（平成28年）には、境内の発掘調査において9世紀後半 - 10世紀初頭頃の掘立柱建物の遺構が検出されており、菅原道真の晩年期と同時期の建物跡として対応関係が注目されている。

## 祭事
神幸祭（通称：どんかん祭り）
太宰府天満宮の神幸祭で道真の神輿が雅やかな行列とともにこの社に下り、御旅所で一夜を過ごす9月22日の夜、ふだん人気のない社は、年に一度の賑わいをみせる。御旅所の後ろに小さい祠があって、神輿はまずその前に行き宮司が奉幣する。この祠に祀られているのが、道真を日夜世話したという浄妙尼（もろ尼御前）である。

## 菅原道真の暮らし

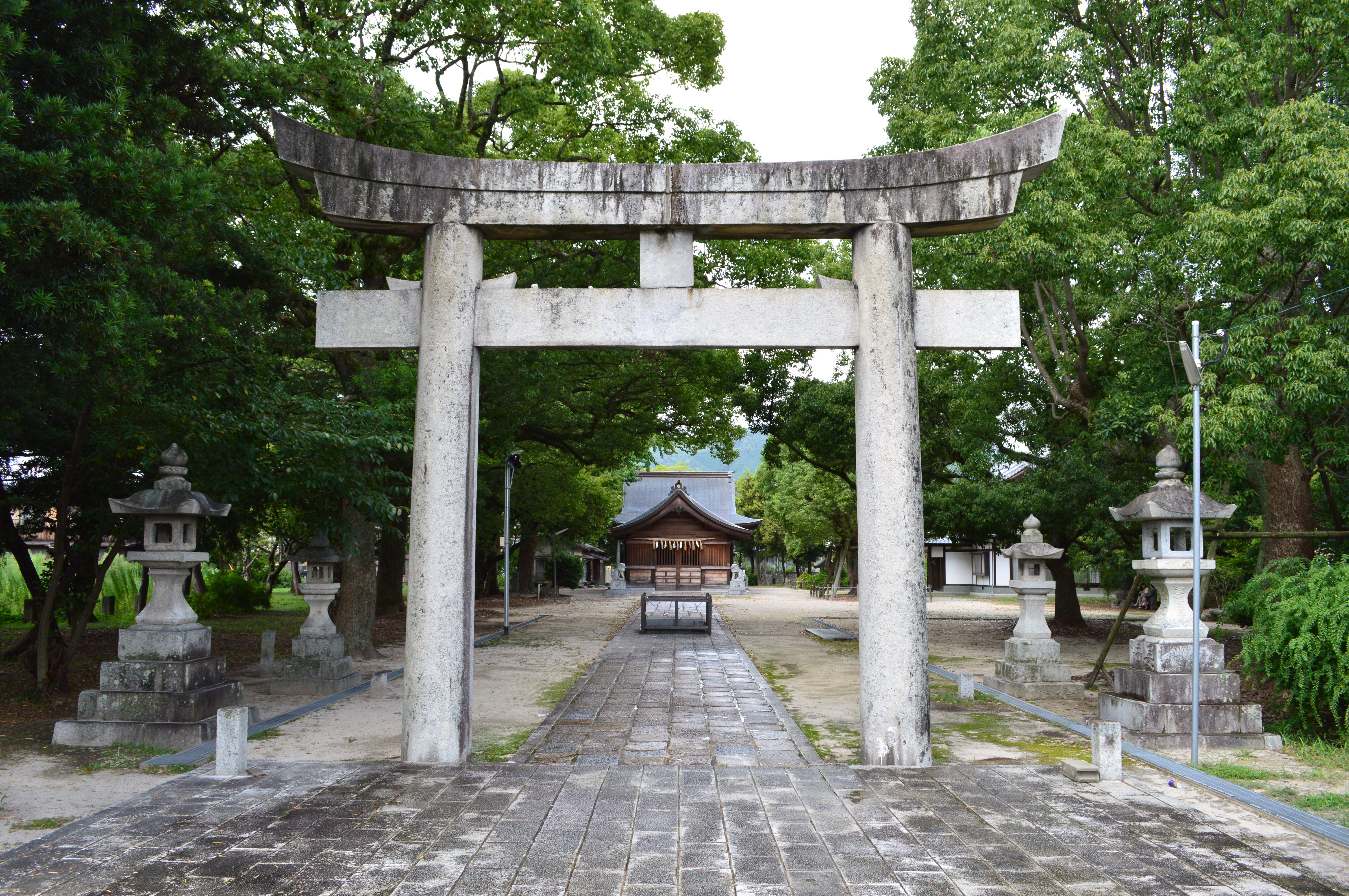
鳥居

道真は、この地での哀れな暮らしぶりを次のような詩を詠み嘆いている。
これは白居易が江州に左遷させられたときに詠んだ七言律詩の一節
を準えたもので、枕草子でも同様な逸話が出てくる。
隈麿と紅姫
道真は大宰府に下る時に、幼子2人、隈麿と紅姫を連れて行くことを許されて伴ってきた、とされている。榎寺での生活は不自由な苦しいものであったが、愛らしい幼児2人が、唯一の心の支えだった。あまりにも酷い暮らしの中で道真自身、脚気や皮膚病に悩み、胃腸もこわすという状態だったが、幼い隈麿は、大宰府に着いた翌年病に罹り急逝した。

## 周辺情報
- 隈麿の墓
榎社の近くの小高い丘に、「隈麿之奥都城（くままろのおくつき）」とされる祠がある。
- 紅姫の供養塔
紅姫のその後については定かでないが、榎社境内に紅姫の供養塔があり、また「隈麿の墓（隈麿之奥都城）」から東へ歩いて4〜5分の所にも「紅姫の供養塔」といわれる板碑があったが、マンション建設に伴い、ほど近い場所の筑紫野市の児童公園に移設された。
- 客館跡[3]
8世紀中頃から9世紀中頃にかけて、大宰府に来た外国使節を安置する客館だったと推定されている。
- 鶴の墓
榎社の鳥居の前、踏切のすぐ傍らに、高さ約1.2mの楕円形の自然石が立っている。これを「鶴の墓」といって、木で作った鶴が、空を飛んだ話が伝わっている。
この「鶴の墓」から周辺の地名を小字名で「鶴畑（つるはた）」という。
- 晴明の井
榎社から東へ歩いて2分の所に、平安時代中期の有名な陰陽師・安倍晴明が開いたと伝えられ、どんな日照りの時でも水が涸れないといわれている井戸がある。出産時にこの水を使うと安産であるという信仰がある。祠の中に三角形の板状の石が置かれている。これは水を守る神様を現している。
なお、安倍晴明がこの地を訪れたという史料はない。
- 推定大伴旅人邸宅跡
2019年4月1日、新元号「令和」が発表されると、坂本八幡宮付近に加えて榎社周辺が大伴旅人の邸宅跡の可能性がある土地として指摘されている[4]。
- 王城神社
- 三条実美お手植えの松（個人宅）

## 交通
- 西鉄二日市駅 下車徒歩5分
- 都府楼前駅
- 福岡県道581号観世音寺二日市線